# 한스페터 브리겔
한스페터 브리겔(독일어: Hans-Peter Briegel, 1955년 10월 11일 ~ )은 독일의 축구 선수 출신 축구 감독으로, 현역 시절 수비수와 미드필더로 활약했다.
당대 독일에서 가장 많은 인기를 끌던 선수였던 브리겔은 본래 육상 선수로 활동했었는데, 멀리뛰기 (개인 최고 기록은 16세 때의 44cm), 세단뛰기, 그리고 본 종목으로 7종경기의 전신인 5종 경기 등 다양한 종목을 두루 거쳤다. 브리겔은 16세 때 100m도 10.8초에 주파했다.(공식 기록, 수기) 17세가 되었을 때, 그는 육상을 접고 카이저슬라우테른 인근의 고향 축구단 로덴바흐에서 본격적으로 축구를 시작했다. 현역 시절, 브리겔은 좌측 수비수와 수비형 미드필더로 주로 활약했다. 그는 신체적 조건 외에도 기술적 역량이 뛰어났으며, 수비 자원임에도 불구하고 골 결정력이 있었다.

## 클럽 경력
그는 로덴바흐 입단 2년 뒤 에리히 리베크 감독의 눈에 띄었고, 이 신예 선수의 힘과 체력에 감탄한 그에게 카이저슬라우테른 입단 제의를 했다. 리베크는 브리겔이 축구하는데 필요한 조건과 자신의 힘과 존재감을 결합하는데 어려움을 겪었지만, 연습하면서 개선되었고, 브리겔도 마찬가지로 시간이 지나면서 능력이 향상되었다. 스트라이커로의 역량을 맞추지 못하면서, 그는 수비수로서 자신의 역할을 더 잘해냈다. 1976년 4월 10일, 리베크는 바이에른 뮌헨에 4-3으로 이긴 경기에서 후보로 차출되었다. 그는 1984년까지, 카이저슬라우테른에서 활약하다가 이탈리아의 엘라스 베로나로 건너갔다. 그는 이탈리아의 세리에 A와 같은 리그에서 명성과 능력을 널리 떨치며 경력에서 최고점을 찍었다고 평할수도 있었는데, 유럽에서 가장 기술적인 선수로 널리 평가되게 되었다. 브리겔은 베로나로 이적한 후 즉시 맹활약을 펼쳤는데, 노랑-파랑 군단(Gialloblu)은 1985년에 깜짝 세리에 A 우승을 거두었다. 같은 해, 브리겔은 "독일 올해의 축구 선수"(Fußballer des Jahres)로도 선정되었는데, 그는 해외 리그에서 뛴 선수들로는 최초의 수상자로 이름을 올렸다.
엘라스 베로나에서의 계약이 끝난 후, 브리겔은 또다른 이탈리아 1부 리그 구단인 제노바의 삼프도리아로 이적해 1988년 은퇴 직전에 코파 이탈리아 우승을 거두었다. 한스-페터 브리겔은 축구계에서 체격, 지칠 줄 모르는 체력과 속도로 번성했는데, 수 년동안 독일 축구계에서 군인같은 명성을 날렸다. 그의 별명인 "팔츠의 증기롤러"(Die Walz von der Pfalz)는 그의 경기 방식과 출신지를 짚어 붙은 별명이다. 브리겔은 240번의 분데스리가 경기에서 47골을 기록했고, 무-보호대파로 현역 시절 내내 정강이 보호대 없이 뛰었다.

## 국가대표팀 경력
브리겔은 1979년 10월에 열린 유로 1980 예선전을 기점으로, 서독 국가대표팀 경기에 출전했고, 이후 대회 본선에도 출전해 우승을 견인했다. 이후, 그는 서독이 준우승을 거둔 1982년 월드컵과 실망스러운 성적을 거둔 유로 1984에도 유프 데어발 감독의 부름을 받아 참가했다. 그는 1982년 월드컵 결승전에서 브루노 콘티에게 경기 초반에 페널티킥을 헌납한 원흉이 되었다. 다행히도, 안토니오 카브리니가 찬 페널티킥이 실축되었지만, 서독은 후반전에 내리 실점하며 패했다. 데어발 감독의 후임으로 취임한 프란츠 베켄바워도 그를 선수단에서 중용했고, 1986년에 멕시코에서 열린 월드컵에도 참가했다. 그는 주전으로 계속 활약했지만, 6월 29일에 열린 결승전에서 아르헨티나에 패하며 또다시 준우승에 머물렀다. 루디 푈러의 동점골이 터지고 3분 후이자 정규시간 끝 7분을 남겨놓고, 디에고 마라도나가 위험 구역의 호르헤 부루차가에게 공을 넘길 때 브리겔은 나머지 수비수들과 아스테카 중앙선 부근을 맴돌았다. 모든 선수들이 이를 알고 마라도나가 공을 넘기기 직전에 부루차가를 오프사이드 함정에 빠뜨리기 위해 전진했지만, 브리겔이 망설이고 서독의 오프사이드 함정이 작동하지 않아 부루차가의 승부처가 될 결승골을 헌납했다. 힘이 넘치는 브리겔은 부루차가를 추격해 득점을 무위로 돌리려 했지만, 브리겔이 공을 걷어내려는 시도를 하기도 전에 부루차가가 골망을 조준해 결승골을 넣었다. 프란츠 베켄바워는 자신의 경기 방식에 맞지 않은 선수들을 이후 내치면서, 서독 안방에서 열린 유로 1988를 앞두고 선수단을 개편하기 시작했고, 장신의 수비수 브리겔은 이 72번째 경기를 끝으로 "군단"(Die Nationalmannschaft)의 독수리 마크를 반납했다.

## 감독 경력
브리겔이 처음으로 지도한 구단은 스위스 2부 리그의 글라루스였다. 그는 이후 독일 하부 리그의 에덴코벤의 지휘봉을 잡았다가 1994년에 분데스리가에서 강등된 바텐샤이트 09의 지휘봉을 잡았지만, 신통치 않았다. 그 결과, 그는 감독직을 접고, 1996년에 카이저슬라우테른의 단장이 되었다. 그는 이후 1997년 10월에 당시 감독이었던 오토 레하겔의 권한에 의문을 제기하며 자신의 보직에서 사임했다. 그는 이후, 구단의 단장으로 취임했지만, 이후 재정 스캔들에 연루되었다.
그는 이후 알바니아 축구 협회의 제의를 받아 2002년 12월에 알바니아 국가대표팀 감독으로 취임했다. 브리겔은 제의를 받기 전에 여러 보직을 맡았지만, 실질적으로 한 일은 튀르키예의 베신타시에서 카를-하인츠 펠트캄프를 보좌하고, 펠트감프 감독의 후임으로 1999년 9월부터 2000년 6월 30일까지 감독을 맡고 또다른 쉬페르리그 구단 트라브존스포르 감독을 2001년 11월 7일부터 2002년 6월 30일까지 맡은 것이 전부였다. 그러나, 그는 알바니아 국가대표팀 감독직을 수락하고 2002년부터 2006년까지 4년 동안 이전보다 개선된 모습을 보였다. 브리겔은 알바니아 국가대표팀 감독을 맡아 유로 2004 예선전과 2006년 월드컵 예선전 두 번의 예선전 경기당 최다 승점을 경신했다. 그는 2006년 5월 9일, 그는 알바니아 축구 협회의 계약 연장 제의를 받고도 지휘봉을 내려놓았다.
2006년 6월, 그는 바레인 축구 협회와의 협의를 받아 루카 페루조비치의 후임으로 바레인 국가대표팀 감독이 되었다. 그러나, 그는 2007년 1월 20일에 2007년 걸프컵이 끝나고 해임되었다.
브리겔이 가장 최근에 맡은 구단은 쉬페르리그의 앙카라귀쥐를 맡은 것으로, 2006-07 시즌을 끝으로 결별했다.

## 경력 통계

### 클럽
| 구단             | 시즌      | 리그       | 리그 | 리그 | 컵   | 컵 | 리그컵 | 리그컵 | 대륙 | 대륙 | 합계 | 합계 |
| 구단             | 시즌      | 리그명     | 출장 | 골   | 출장 | 골 | 출장   | 골     | 출장 | 골   | 출장 | 골   |
| ---------------- | --------- | ---------- | ---- | ---- | ---- | -- | ------ | ------ | ---- | ---- | ---- | ---- |
| 카이저슬라우테른 | 1975–76   | 분데스리가 | 7    | 1    |      |    |        |        |      |      |      |      |
| 카이저슬라우테른 | 1976–77   | 분데스리가 | 15   | 1    |      |    |        |        |      |      |      |      |
| 카이저슬라우테른 | 1977–78   | 분데스리가 | 22   | 4    |      |    |        |        |      |      |      |      |
| 카이저슬라우테른 | 1978–79   | 분데스리가 | 31   | 4    |      |    |        |        |      |      |      |      |
| 카이저슬라우테른 | 1979–80   | 분데스리가 | 33   | 7    |      |    |        |        |      |      |      |      |
| 카이저슬라우테른 | 1980–81   | 분데스리가 | 34   | 6    |      |    |        |        |      |      |      |      |
| 카이저슬라우테른 | 1981–82   | 분데스리가 | 32   | 13   |      |    |        |        |      |      |      |      |
| 카이저슬라우테른 | 1982–83   | 분데스리가 | 33   | 8    |      |    |        |        |      |      |      |      |
| 카이저슬라우테른 | 1983–84   | 분데스리가 | 33   | 3    |      |    |        |        |      |      |      |      |
| 카이저슬라우테른 | 합계      | 합계       | 240  | 47   |      |    |        |        |      |      |      |      |
| 엘라스 베로나    | 1984–85   | 세리에 A   | 27   | 9    |      |    |        |        |      |      |      |      |
| 엘라스 베로나    | 1985–86   | 세리에 A   | 28   | 3    |      |    |        |        |      |      |      |      |
| 엘라스 베로나    | 합계      | 합계       | 55   | 12   |      |    |        |        |      |      |      |      |
| 삼프도리아       | 1986–87   | 세리에 A   | 24   | 6    |      |    |        |        |      |      |      |      |
| 삼프도리아       | 1987–88   | 세리에 A   | 27   | 3    |      |    |        |        |      |      |      |      |
| 삼프도리아       | 합계      | 합계       | 51   | 9    |      |    |        |        |      |      |      |      |
| 경력 합계        | 경력 합계 | 경력 합계  | 346  | 68   |      |    |        |        |      |      |      |      |

### 국가대표팀 득점 기록
아래의 점수에서 왼쪽의 점수가 서독의 점수이며, 점수 열은 브리겔의 득점 상황을 나타낸다.
| # | 날짜             | 경기장                             | 상대     | 점수 | 결과 | 대회                 |
| - | ---------------- | ---------------------------------- | -------- | ---- | ---- | -------------------- |
| 1 | 1980년 11월 19일 | 서독 하노버 니더작센슈타디온       | 프랑스   | 2–0  | 4–1  | 친선경기             |
| 2 | 1981년 5월 24일  | 핀란드 라흐티 케스쿠수르헤일루켄테 | 핀란드   | 1–0  | 4–0  | 1982년 월드컵 예선전 |
| 3 | 1984년 5월 22일  | 스위스 취리히 레치그룬트           | 이탈리아 | 1–0  | 1–0  | 친선경기             |
| 4 | 1986년 3월 12일  | 독일 프랑크푸르트 발트슈타디온     | 브라질   | 1–0  | 2–0  | 친선경기             |

## 감독 통계
2014년 9월 8일 기준
| 구단     | 취임            | 해임            | 기록 | 기록 | 기록 | 기록 | 기록  |
| 구단     | 취임            | 해임            | 전   | 승   | 무   | 패   | 율 %  |
| -------- | --------------- | --------------- | ---- | ---- | ---- | ---- | ----- |
| 알바니아 | 2003년 3월 29일 | 2006년 3월 22일 | 30   | 10   | 4    | 16   | 33.33 |

## 수상
엘라스 베로나
- 세리에 A: 1984–85

삼프도리아
- 코파 이탈리아: 1987–88

서독
- 유럽 선수권 대회: 1980[6]

개인
- 키커 분데스리가 올해의 선수단: 1979–80, 1980–81, 1981–82, 1982–83[7][8][9][10]
- 유럽 선수권 대회의 선수단: 1980[11]
- 독일 올해의 축구 선수: 1985